# Ali Çamdalı
Ali Çamdalı (Duisburg, 22 febbraio 1984) è un allenatore di calcio ed ex calciatore tedesco con cittadinanza turca, di ruolo centrocampista.

## Palmarès

### Club

#### Competizioni nazionali
- Coppa di Turchia: 2

Kayserispor: 2007-2008
Konyaspor: 2016-2017
- Supercoppa di Turchia: 1

Konyaspor: 2017